# Lijst van personen uit Mumbai
Deze lijst van personen uit Bombay / Mumbai, ook wel Bombayites of Mumbaikars genoemd, geeft een (incompleet) overzicht van "bekende" personen die geboren of overleden zijn in de Indiase stad Mumbai, voorheen Bombay.

## Geboren in Mumbai

### voor 1900
- Mona Chalmers Watson (1872-1936), Schots arts, feministe, en suffragette
- Rudyard Kipling (1865-1936), Britse schrijver, dichter en Nobelprijswinnaar (1907)

### 1900–1929
- Kamlabai Gokhale (1900-1994), actrice
- Merle Oberon (1911-1979), Brits actrice
- Shobhna Samarth (1916-2000), actrice
- Joseph Cordeiro (1918-1994), aartsbisschop van Karachi (Pakistan) en kardinaal
- Simon Ignatius Pimenta (1920-2013), aartsbisschop van Bombay en kardinaal

### 1930–1939
- Shammi Kapoor (1931-2011), acteur en regisseur
- Meena Kumari (1933-1972), actrice
- Bhupen Khakhar (1936-2003), kunstenaar in hedendaagse kunst
- Ismail Merchant (1936-2005), Indiaas-Brits filmproducent
- Ivan Dias (1936-2017), kardinaal
- Nutan (1936-1991), actrice
- Zubin Mehta (1936), dirigent
- Ratan Naval Tata (1937-2024), zakenman en filantroop

### 1940–1949
- Amjad Khan (1949-1992), acteur
- Asha Parekh (1942), actrice, televisieregisseur en televisieproducent
- Tanuja (1943), actrice
- Rajiv Gandhi (1944-1991), politicus
- Aruna Irani (1946), actrice
- Kabir Bedi (1946), acteur
- Mumtaz (1947), actrice
- Randhir Kapoor (1947), acteur, filmproducent en filmregisseur
- Salman Rushdie (1947), schrijver

### 1950–1959
- Zeenat Aman (1951), actrice
- Rishi Kapoor (1952-2020), acteur
- Shakti Kapoor (1952), acteur
- Yogeeta Bali (1952), actrice en filmproducent
- Anish Kapoor (1954), Brits beeldhouwer
- Anand Mahindra (1955), miljardair en zakenman
- Paresh Rawal (1955), acteur
- Aditya Raj Kapoor (1956), filmproducent
- Anil Kapoor (1956), acteur
- Dimple Kapadia (1957), actrice
- Jackie Shroff (1957), acteur
- Sanjay Dutt (1959), acteur

### 1960–1969
- Abhijit Banerjee (1961), econoom en winnaar Nobelprijs voor economie 2019
- Mohnish Bahl (1961), acteur
- Shishir Kurup (1961), acteur, filmregisseur en scenarioschrijver
- Chunky Panday (1962), acteur
- Govinda (1963), acteur
- Fareed Zakaria (1964), Indiaas-Amerikaans journalist en schrijver
- Aamir Khan (1965), acteur
- Aditya Pancholi (1965), acteur
- Kimi Katkar (1965), actrice
- Padmini Kolhapure (1965), actrice
- Rajiv Kapoor (1965-2021), acteur, filmregisseur en filmproducent
- Sanjay Kapoor (1965), acteur
- Arbaaz Khan (1967), acteur
- Madhuri Dixit (1967), actrice
- Bobby Deol (1969), acteur

### 1970–1979
- Puru Raaj Kumar (1970), acteur
- Sohail Khan (1970), acteur, filmregisseur en filmproducent
- John Abraham (1972), acteur en model
- Namrata Shirodkar (1972), actrice en model
- Pooja Bhatt (1972), actrice, filmproducent en filmregisseur
- Sachin Tendulkar (1973), cricketspeler
- Twinkle Khanna (1973), actrice
- Divya Bharti (1974-1993), actrice
- Kajol (1974), actrice
- Karishma Kapoor (1974), actrice
- Fardeen Khan (1974), acteur
- Farhan Akhtar (1974), acteur
- Urmila Matondkar (1974), actrice
- Hrithik Roshan (1974), acteur
- Raveena Tandon (1974), actrice
- Ameesha Patel (1975), actrice
- Eboo Patel (1975), Indiaas-Amerikaans interreligieus activist
- Sonali Bendre (1975), actrice
- Abhishek Bachchan (1976), acteur
- Isha Koppikar (1976), actrice
- Sarfaraz Khan (1976), acteur
- Tusshar Kapoor (1976), acteur en filmproducent
- Kunal Kapoor (1977), acteur
- Aftab Shivdasani (1978), acteur
- Tanishaa Mukerji (1978), actrice
- Emraan Hashmi (1979), acteur
- Shamita Shetty (1979), actrice

### 1980–1989
- Kareena Kapoor (1980), actrice
- Nikitin Dheer (1980), acteur
- Arya Babbar (1981), acteur
- Ernest van der Kwast (1981), Nederlands schrijver
- Aarti Chhabria (1982), actrice
- Nazneen Contractor (1982), Canadees actrice
- Ranbir Kapoor (1982), acteur
- Daisy Shah (1984), actrice en danseres
- Freida Pinto (1984), actrice en model
- Mahaakshay Chakraborty (1984), acteur
- Siddhanth Kapoor (1984), acteur
- Aditya Roy Kapur, (1985), acteur
- Anice Das (1985), Nederlands langebaanschaatsster
- Arjun Kapoor (1985), acteur
- Kajal Aggarwal (1985), actrice
- Neil Nitin Mukesh (1985), acteur
- Sonam Kapoor (1985), actrice
- Ranveer Singh (1985), acteur
- Prateik Babbar (1986), acteur
- Genelia D'Souza (1987), actrice
- Ileana D'Cruz (1987), actrice
- Jamie Lever (1987), actrice en komiek
- Nushrat Bharucha (1987), actrice
- Nyra Banerjee (1987), actrice
- Shraddha Kapoor (1987), actrice
- Varun Dhawan (1987), acteur
- Vikrant Massey (1987), acteur
- Vicky Kaushal (1988), acteur
- Bhumi Pednekar (1989), actrice
- Shriya Pilgaonkar (1989), actrice
- Sunny Kaushal (1989), acteur
- Tamannaah (1989), actrice

### 1990–1999
- Abhimanyu Dassani (1990), acteur
- Harshvardhan Kapoor (1990), acteur
- Sooraj Pancholi (1990), acteur
- Tiger Shroff (1990), acteur
- Vardhan Puri (1990), acteur
- Athiya Shetty (1992), actrice
- Fatima Sana Shaikh (1992), actrice
- Kiara Advani (1992), actrice
- Zahan Kapoor (1992), acteur
- Aditya Rawal (1993), acteur
- Amyra Dastur (1993), actrice
- Junaid Khan (1993), acteur
- Pranutan Bahl (1993), actrice
- Ahan Shetty (1995), acteur
- Sara Ali Khan (1995), actrice
- Tara Sutaria (1995), actrice
- Alaya Furniturewala (1997), actrice
- Janhvi Kapoor (1997), actrice
- Ananya Panday (1998), actrice
- Jehan Daruvala (1998), autocoureur

### Vanaf 2000
- Suhana Khan (2000), actrice
- Khushi Kapoor (2000), actrice
- Ibrahim Ali Khan (2001), acteur

## Overleden in Mumbai (elders geboren)

### 1940–1979
- Jaddanbai (1892-1949), actrice en filmmaker
- Madhubala (1933-1969), actrice
- Prithviraj Kapoor (1906-1971), acteur

### 1980–1999
- Mohammed Rafi (1924-1980), zanger
- Nargis (1929-1981), actrice
- Raaj Kumar (1926-1996), acteur

### 2000–2009
- Johnny Walker (1926-2003), acteur
- Laxmikant Berde (1954-2004), acteur
- Amrish Puri (1932-2005), acteur
- Parveen Babi (1949-2005), actrice
- Sunil Dutt (1929-2005), acteur

### 2010–2019
- Joy Mukherjee (1939-2012), acteur en filmregisseur
- Rajesh Khanna (1942-2012), acteur, filmproducent en politicus
- Jiah Khan (1988-2013), actrice
- Pran (1920-2013), acteur
- Sadhana Shivdasani (1941-2015), actrice
- Inder Kumar (1973-2017), acteur
- Om Puri (1950-2017), acteur
- Shashi Kapoor (1938-2017), acteur en filmproducent
- Vinod Khanna (1946-2017), Indiaas acteur en filmproducent

### Vanaf 2020
- Irrfan Khan (1967-2020), acteur
- Sushant Singh Rajput (1986-2020), acteur
- Lata Mangeshkar (1929-2022), zangeres